# Вергелис, Арон Алтерович
Аро́н А́лтерович Верге́лис (идиш אהרן (ארן) װערגעליס‎ — Арн Ве́ргелис; 1918—1999) — еврейский советский поэт и публицист, редактор, общественный деятель. Писал на идише. Заслуженный работник культуры РСФСР (1981).

## Биография
Родился 7 мая 1918 года в Любаре (ныне Житомирская область, Украина). Жил в Биробиджане. Начал печататься в 1935 году.
В 1940 окончил литературный факультет МГПИ имени В. И. Ленина. Член Союза писателей с 1940 года. С того же года на срочной службе в Красной Армии, перед войной старший сержант.
Участник Великой Отечественной войны. Младший командир в стрелковых частях Западного направления, командир взвода на 2-м Украинском фронте, командир роты на 2-м Белорусском фронте. Трижды ранен. Уволен в запас в 1946 в звании старшего лейтенанта.
В 1947—1949 годах главный редактор альманаха «Геймланд».  Член КПСС с 1955 года. В 1961 году возглавил журнал «Советиш Геймланд» (Советская родина) и был его главным редактором до 1991 года. Редактор альманаха еврейской литературы «Год за годом» (1985—1990). В 1992—1999 годах главный редактор журнала «Ди идише гас».
Долгие годы был членом Советского комитета защиты мира, входил в Антисионистский комитет советской общественности.
Похоронен на Ваганьковском кладбище.

## Семья
Жена — Евгения Валентиновна Катаева (род. 1936), дочь писателя Валентина Катаева.

## Награды
- орден Отечественной войны I степени (6.4.1985)[2]
- орден «Знак Почёта»
- медали

## Творчество
Вергелис — лирик, воспевавший борьбу человека за преобразование жизни и природы. Одна из основных тем творчества — Великая Отечественная война. Вергелис писал прозу и критические статьи по проблемам еврейской литературы, заботился о подготовке молодой смены еврейских писателей.
Считал себя последователем Ицика Фефера.
Занимался переводами с русского языка. В 2006 году вышел альбом советских песен в переводе А. А. Вергелиса «С чего начинается Родина» (идиш און װוּ איז דער אָנהײב פון פאָטערלאנד‎) в исполнении Псоя Короленко.

## Произведения
- «У родника» Бам квал (1940).
- «Песнь об Иосифе Бумагине» (1947).
- «Песня о благодатном труде» (1948).
- «Космическая поэма» (1962).
- «Говорю с тобой, Америка» (1962).
- «Начало и конец» (1963).
- «Вторая встреча» (1961).
- «От А до Я» Фун алэф биз тоф (1970).
- «Время» (1975) — роман
- ביראָבידזשאַן, אַ קאַנט, אַ װײַטער און נאָענטער; װערק פון סאָװעטישע ייִדישע שרײַבער (Биробиджан, край далекий и близкий. Работы советских еврейских писателей). Москва, Советский писатель, 1984.
- Романсы и еврейские песни. Для голоса и фортепиано. Москва: Советский Композитор, 1987.
- «Моя маленькая антология» (переводы стихов известных русских поэтов на идиш, 1993).
- סטאַלין און מיכאָעלס (Сталин и Михоэлс). Драматическая поэма с предисловием и в переводе на русский и немецкий языки Льва Беринского. Триязычное издание. Тель-Авив, 2011.

## Издания по-русски
- Избранные произведения в двух томах. — М.: Художественная литература, 1985.
- Жажда. Стихи и поэмы. / Авторизованный перевод с еврейского. — М.: Советский писатель, 1956. — 120 с. — 5000 экз.
- Вторая встреча. — М.: Советский писатель, 1961.
- Путь. — М.: Советский писатель, 1972.
- Избранное. / Авторизованный пер. с еврейского; оформ. худ. С. Ганнушкиной. — М.: Художественная литература, 1978. — 336 с. — 20 000 экз.
- 16 стран, включая Монако. Путевые очерки. — М.: Советский писатель, 1979.
- 16 стран, включая Монако. Путевые очерки. — М.: Советский писатель, 1982. — 464 с. — 100 000 экз.
- Волшебство. Стихи и поэмы. / Пер. с евр. — М.: Советский писатель, 1985. — 208 с. — 10 000 экз.
- Встречи в пути. — Хабаровск, 1986.
- Страж у ворот. — М., Современник, 1988.
- 16 стран, включая Монако. Путевые очерки. — М.: Советский писатель, 1990. — 496 с. — 100 000 экз.